# Флаг Иркутской области
Флаг Ирку́тской области является одним из официальных символов Иркутской области и представляет собой геральдический знак, обозначающий Иркутскую область как субъект Российской Федерации во внутригосударственных отношениях и в международных и внешнеэкономических связях, а также при проведении официальных мероприятий.
Целями учреждения и использования флага Иркутской области являются повышение престижа и узнаваемости Иркутской области во внутригосударственных отношениях и в международных и внешнеэкономических связях, воспитание гражданственности и уважения к исторической памяти, традициям, национальной и культурной самобытности народов, проживающих в Иркутской области, укрепление межнационального согласия, гражданского мира в Иркутской области.
Флаг утверждён 16 июля 1997 года законом Иркутской области № 30-ОЗ, принятым постановлением Законодательного собрания Иркутской области от 25 июня 1997 года № 11/2-ЗС, и внесён в Государственный геральдический регистр Российской Федерации с присвоением регистрационного номера 193.

## История
Законопроект «О гербе и флаге Иркутской области» был принят Законодательным Собранием Иркутской области в первом чтении 24 октября 1996 года. Российский центр флаговедения и геральдики предложил увеличить ширину белой полосы в середине флага до 1/2 длины полотнища, чтобы избежать сходства с флагом Гватемалы. 25 июня 1997 года Законодательное Собрание Иркутской области в постановлении № 11/2-ЗС приняло в третьем чтении закон Иркутской области «О гербе и флаге Иркутской области», который был подписан 16 июля губернатором области Юрием Ножиковым.

## Описание
Описание флага, утверждённое законом Иркутской области от 16 июля 1997 года № 30-ОЗ, гласило:
«Флаг Иркутской области представляет собой прямоугольное полотнище, состоящее из трёх вертикально расположенных полос: двух синего и средней — белого цвета, в центре которой помещается изображение основного элемента герба: бегущего в левую сторону бабра, держащего в пасти червлёного (красного) соболя, в обрамлении стилизованных зелёных ветвей кедра. Отношение ширины флага к его длине — 2 к 3. Ширина средней полосы составляет 1/2 общей длины флага».
6 июня 2011 года, законом Иркутской области № 35-ОЗ «О флаге Иркутской области», принятым постановлением Законодательного Собрания Иркутской области от 25 мая 2011 года № 32/4-ЗС, закон Иркутской области от 16 июля 1997 года № 30-ОЗ признан утратившим силу и утверждено новое описание флага Иркутской области:
«Флаг Иркутской области представляет собой прямоугольное полотнище с отношением ширины к длине 2:3, состоящее из трёх вертикальных полос синего, белого и синего цветов с соотношением ширины 1:2:1, при этом в центре белой полосы помещается бегущий к древку бабр чёрного цвета, держащий в пасти соболя красного цвета и окруженный разомкнутым вверху венком из кедровых ветвей зелёного цвета».

## Обоснование символики
Цвета флага означают:
синий — символ воды. В данном случае символизирует озеро Байкал, Ангару и другие реки области;
белый — символ чистоты, добра, скромности. В палитре флага он отображает чистоту помыслов жителей области, является символом белоснежных сибирских зим;
зелёный цвет ветвей кедра — цвет надежды, радости, изобилия. Символизирует также уникальную флору и фауну, лесные богатства области;
чёрный — благоразумие, смирение;
красный — храбрость, мужество, неустрашимость.